# بیمارستان کودکان شهید مدنی
بیمارستان کودکان شهید مدنی یکی از بیمارستان‌های دولتی شهر خرّم‌آباد است. این بیمارستان دارای 137 تخت‌خواب است و در سال 1361  تأسیس شده‌است.